# Filipijns honkbalteam

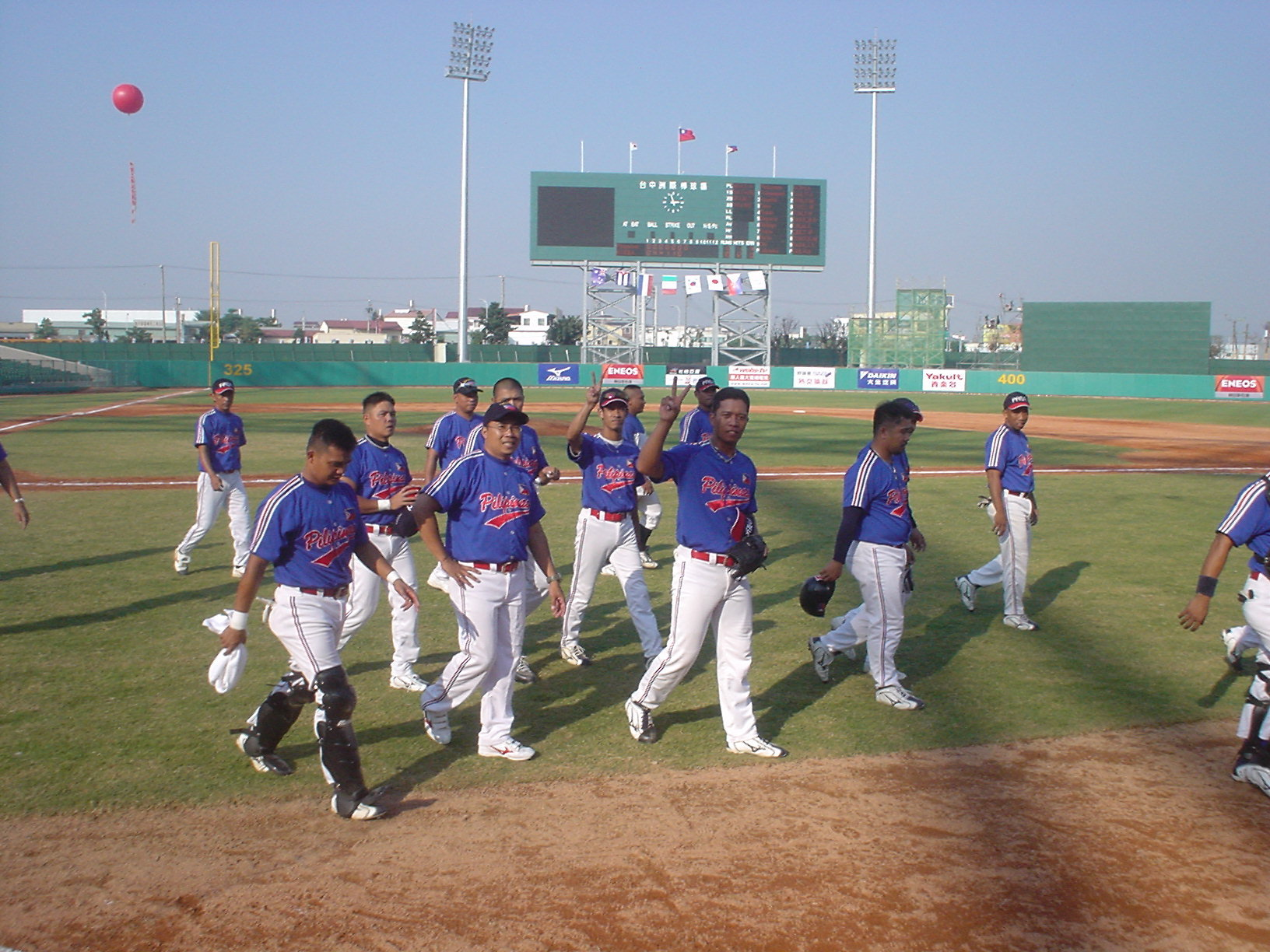
Het Filipijns honkbalteam na afloop van de met 10-0 verloren wedstrijd tijdens het Intercontinental Cup in Táijhong tegen Zuid-Korea

Het Filipijns honkbalteam is het nationale honkbalteam van de Filipijnen en vertegenwoordigd dat land in internationale competities. Ze hebben in 2006 aan de Intercontinental Cup en aan de Aziatische Spelen deelgenomen. Het Filipijns honkbalteam won een gouden medaille op de Zuidoost-Aziatische Spelen in 2005. Het team staat onder auspiciën van de Philippine Amateur Baseball Association. Het team hoort bij de Aziatische Honkbalfederatie (BFA).
De Filipijnen namen in 2012 deel aan de kwalificatie voor de World Baseball Classic in 2013.

## Resultaten
- 15e plaats (bij 16 deelnemers) op het WK honkbal in 2001
- 01e plaats de Zuidoost-Aziatische Spelen in 2005
- 08e (en laatste) plaats op de Intercontinental Cup in 2006
- 06e (en laatste) plaats op de Aziatische Spelen in 2006

## Beroemde Filipijnse spelers
- Benny Agbayani (New York Mets (1998-2001), Colorado Rockies en Boston Red Sox (2002))
- Chris Aguila (Florida Marlins (2004-2006))
- Bobby Balcena (Cincinnati Reds (1956))
- Bobby Chouinard (Oakland Athletics, Milwaukee Brewers, Arizona Diamondbacks en Colorado Rockies)